# Agèlades
Agelades o Agèladas (en llatí Ageladas, en grec Άγελάδας) va ser un escultor grec nascut a Argos, segons diu Pausànias. Suides diu que va ser el mestre de Fídies, i Plini el Vell explica que també ho va ser de Miró i Policlet.
Era famós per les estàtues que havia fet dels vencedors dels Jocs Olímpics. Va fer una estàtua de Cleòstenes, un conductor de carros que va guanyar una prova a la LXVI olimpíada. Va fer també estàtues de Timasiteu de Delfos (executat per la seva participació en l'intent d'Isàgores d'establir una tirania a Atenes) i Anocos de Tarent, que va guanyar una prova a la LXV olimpíada. Aquestes dades fan que es pugui situar el seu naixement a l'entorn de l'any 540 aC.
Una altra obra d'Agelades va ser un grup d'estàtues de les tres Muses, que representaven els estils diatònic, cromàtic i enharmònic de la música grega. També va fer una estàtua de Zeus per encàrrec dels messènics de Naupactos, però com que els messènics no es van establir a Naupactos fins al 455 aC les dues dates semblen contradictòries i se suposa que van poder existir dos escultors del mateix nom, un d'ells nascut a Sició, que seria més de mig segle posterior al primer.